# Zengji (köpinghuvudort i Kina, Hubei Sheng, lat 30,72, long 112,37)
Zengji är en köpinghuvudort i Kina. Den ligger i provinsen Hubei, i den centrala delen av landet, omkring 180 kilometer väster om provinshuvudstaden Wuhan. Antalet invånare är 44 627. Befolkningen består av 21 984 kvinnor och 22 643 män. Barn under 15 år utgör 9,0 %, vuxna 15-64 år 80 %, och äldre över 65 år 10,0 %.
Runt Zengji är det tätbefolkat, med 266 invånare per kvadratkilometer. Zengji är det största samhället i trakten. Trakten runt Zengji består till största delen av jordbruksmark.
Genomsnittlig årsnederbörd är 1 107 millimeter. Den regnigaste månaden är maj, med i genomsnitt 159 mm nederbörd, och den torraste är december, med 14 mm nederbörd.